# Joint Assault Signal Company (JASCO)

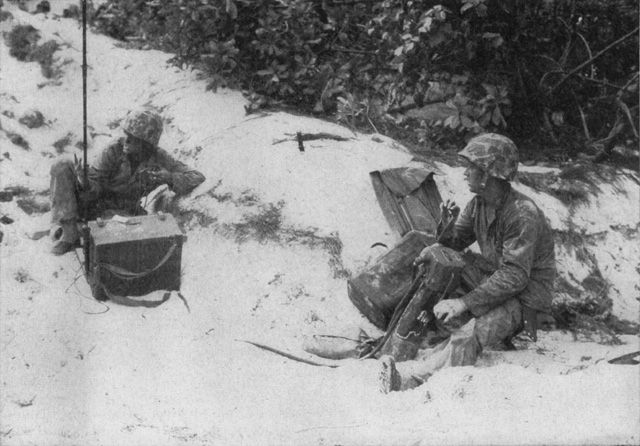
Membres du 1er JASCO sur Saipan, 1944

Une Compagnie interarmées des transmissions d'assaut (Joint Assault Signal Company - JASCO) était une unité de service interarmées qui fournissait des communications navire-terre et air-sol pour coordonner et contrôler les tirs navals et le soutien aérien rapproché des forces armées des États-Unis. Elle était composée de marines, de marins et d'officiers spécialement formés et recrutés. La composante de l'armée de terre était composée d'officiers de liaison aérienne, de contrôleurs aériens avancés modernes et de techniciens des communications enrôlés. Les JASCO ont été créés durant la guerre du Pacifique en raison de l'encombrement des matériels de communications, limitant l'efficacité des petites équipes. Après l'invasion coûteuse en vies humaines de Tarawa, la nécessité d'un commandement et d'un contrôle centralisés de l'appui-feu aérien et naval, utilisant des artilleurs, des observateurs et des opérateurs radio de la Marine, de la Navy ou de l'Armée de terre, s'imposa. Sur la base de l'expérience de Guadalcanal du major-général Alexander A. Vandergrift, les Joint Assault Signal Companies furent créées. 

## Contexte
La formation des JASCO est parallèle à la formation des équipes Pathfinder de l'armée américaine. En raison d'un manque de prévoyance, une carence en unités spéciales avait fait jour. Les équipes Pathfinder ont été formées pour résoudre un problème découvert lors de la bataille de Sicile. Faute de conseils et de contrôle, les parachutistes furent largués sur toute l'île. Ils ont réussi à atteindre leurs objectifs grâce à l'initiative et au leadership des officiers et des sous-officiers et les parachutages dispersés ont fait que les Allemands se sentaient dépassés. Les Fallschirmjäger allemands eurent la même expérience lors de la bataille de Crète. Cependant, Adolf Hitler en a tiré une mauvaise conclusion et n'a plus jamais engagé ses parachutistes dans une opération aéroportée, malgré le grand succès qu'ils ont connu à la bataille d'Eben-Emael lors de l'attaque de la ligne Maginot. En revanche, l'armée américaine a cherché à rectifier le problème en créant une unité spéciale, qui sauterait avant un assaut massif et marquerait les zones de largage, fournissant un guidage aérien terminal à l'avion largueur. C'était le début des unités pathfinder. Les JASCO étaient une réponse similaire aux lacunes de commandement et de contrôle relevées dans les rapports après action pour la bataille de Guadalcanal et la bataille de Tarawa,. 

## Unités
La première Joint Assault Signal Company (JASCO) a été formée en octobre 1943 en tant qu'unité de la taille d'un bataillon nommée la 1st Joint Assault Signal Company attachée à la 4e Division de Marines, sous le commandement du lieutenant-colonel James G. Bishop Jr, du capitaine Murrary L. Thompson, et de l'adjudant William T. Farrar Jr. 
Les locuteurs du code navajo (Navajo Code talkers) étaient sous leur commandement,. 
Les JASCO ne fonctionnaient pas comme une seule unité, mais étaient composés de 13 détachements fournis aux divisions, régiments et bataillons de l'armée et de la marine. Bien que les unités JASCO aient été créées pour la marine des États-Unis pour coordonner les communications mer-terre pour les tirs navals et les opérations d'appui aérien, elles comprenaient du personnel de l'armée de terre, des pilotes de l'armée et du personnel des transmissions engagé. Au fur et à mesure que la guerre du Pacifique avançait, le besoin d'unités JASCO supplémentaires augmenta et des unités furent créées et rattachées aux divisions marines. Au moment de l'invasion des Philippines, aux États-Unis, l'armée créait ses propres JASCO pour soutenir ses divisions d'infanterie. Ces JASCO étaient principalement composés de personnel de l'armée, mais avaient également du personnel de l'US Navy. Chaque JASCO était divisée en une section de communication du bataillon à terre et sur la plage, une section de contrôle des feux à terre et une section de liaison aérienne, chaque section étant subdivisée en équipes. 

### Affectations de l'unité
Chaque division des Marines avait son propre JASCO : 
- 1st Joint Assault Signal Party, Signal Company - 1st Provisional Marine Brigade
- 1st JASCO - 4th Marine Division
- 2nd JASCO - 2nd Marine Division
- 3rd JASCO - 3rd Marine Division
- 4th JASCO - 1st Marine Division réorganisé après Peleliu en 1st JASCO
- 5ème JASCO - 5th Marine Division
- 6ème JASCO - 6th Marine Division

## Les opérations
Les JASCO participèrent aux opérations du théâtre du Pacifique suivantes :
JASCO de l'US Marine Corp:
- 1er JASCO: Roi-Namur, Saipan (Mariannes), Tinian, Iwo Jima
- 2e JASCO: Enewitok, Saipan, Tinian
- 3e JASCO: Guam, Iwo Jima
- 4ème JASCO: Peleliu, Okinawa
- 5ème JASCO: Iwo Jima
- 6ème JASCO: Okinawa
- 1er groupe interarmées de signalisation d'assaut: Guam

JASCO de l'armée de terre américaine
- 74th JASCO Okinawa
- 75th JASCO Army attaché à la 7th Infantry Division (US Army) : moitié sud de Kwajalein, Iles Marshal
- 292nd JASCO Okinawa
- 295th JASCO Army attaché à la 27th Infantry Division :  Kwajalein (Marshal Islands), Mariannes et Guam
- 593e JASCO: Leyte, Okinawa
- 594th JASCO Okinawa
- 1er groupe interarmées de signalisation d'assaut: Guam

### Iles Marshall
La première opération JASCO a impliqué le 1er JASCO lors de la capture de l'île Roi-Namur, dans la moitié nord de la bataille de Kwajalein, Îles Marshall. Cette JASCO était alors rattachée à la 4e division des Marines sous le commandement du V Amphibious Corps du général de division Holland Smith. Débarquant le 1er février, les îles furent saisies et nettoyées le lendemain. Aucun blessé JASCO ne fut signalé. La courte durée de la bataille a été essentiellement une opération d'entraînement au tir réel, qui a permis à JASCO de résoudre certains problèmes. Après l'opération, le 24 août 1944, ils sont retournés à Hawaï pour un réaménagement et une formation. 

### Îles Mariannes
L'opération suivante a eu lieu dans les îles Mariannes, avec la capture de Tinian et Saipan. La bataille de Saipan a duré du 15 juin au 9 juillet 1944, tandis que la bataille de Tinian s'est déroulée du 24 juillet au 1er août 1944. La bataille a coûté aux JASCO 4 officiers et 11 engagés alors que 6 officiers et 9 engagée furent blessés et 5 portés disparus. Les équipes de communication du 1er JASCO ont été la clé de la réussite de opération amphibie complexe,. 
Au cours de la bataille de Tinian, les locuteurs de code navajo n'ont été utilisés qu'à quelques reprises et se sont révélés insatisfaisants en raison du temps qu'il a fallu pour déchiffrer les longues communications cryptées. 

### Iwo Jima
Les JASCO engagés furent: 
- 1er JASCO affecté à la 4e Division des Marines
- 3e JASCO affecté à la 3e division des Marines
- 5ème JASCO affecté à la 5e Division des Marines [12]

Le rapport après action du 1er JASCO critiquait la composante de l'armée de terre, déclarant que si le personnel engagé était bien formé, les officiers fournis étaient des pilotes qui ne volaient plus et que la qualification de la moitié d'entre eux "laissait beaucoup à désirer". Le rapport indiquait également un besoin prioritaire de personnel de remplacement. Il y a eu une telle perte d'équipement que les deux premiers mois d'entraînement à Hawaï ont dû se limiter à l'entraînement physique, à l'entraînement aux armes et au travail en salle. 

## Okinawa
Les unités JASCO suivantes participèrent à la bataille d'Okinawa : 
- 1er JASCO attaché à la 4e division des Marines[4]
- 4ème JASCO attaché à la 1ère division des Marines
- 6ème JASCO attaché 6e Division des Marines
- 292nd JASCO attaché 77e Division d'Infanterie
- 593rd JASCO attaché 96e Division d'Infanterie [13]
- 594th JASCO attaché 27e Division d'Infanterie
- 74th JASCO, attaché 7e Division d'Infanterie [14]

## JASCO de l'armée du Pacifique central
Deux JASCO de l'armée ont participé à la campagne du Pacifique central. Il s'agissait de: 
- 75th JASCO Army - moitié sud de Kwajalein, Iles Marshal attachées à la 7e Division d'Infanterie (US Army)
- 295th JASCO Army - Kwajalein-Marshal Islands, Mariannes et Guam - Marshall Islands attaché à la 27e Division d'Infanterie (US Army) [15]

Au moment du débarquement à Okinawa, le JASCO avait amélioré ses capacités de communication et de transport, avec de nouveaux équipements, notamment des jeeps radio. 
Les équipes (ALPs) des Joint Assault Signal Companies (JASCO) attachées à chaque division ont permis le bon fonctionnement des communications et la coordination des soutiens aériens, tant pour le soutien aérien rapproché que pour les transports. 

## Afrique et Europe
Dans la campagne africaine, les unités JASCO faisaient partie de bataillons du génie spéciaux, remplissant les mêmes fonctions avec un mélange de personnel de l'armée de terre et de la marine. 
Le 6 juin 1944, trois unités JASCO distinctes ont pris d'assaut les plages de Normandie. Il s'agissait de: 
- 293e JASCO
- 294e JASCO
- 296e JASCO [7]

## Héritage
Les unités JASCO ont été dissoutes et leur responsabilité transférée à l'US Navy avec la signature du National Security Act de 1947. A ce moment-là, le Marine Corps a commencé à recréer la capacité JASCO sous la désignation ANGLICO. L'armée américaine a créé ses propres unités JASCO pour le théâtre d'opérations européen. Sa fonction a été intégrée au Signal Corps (United States Army). 